# مقابر العلمين

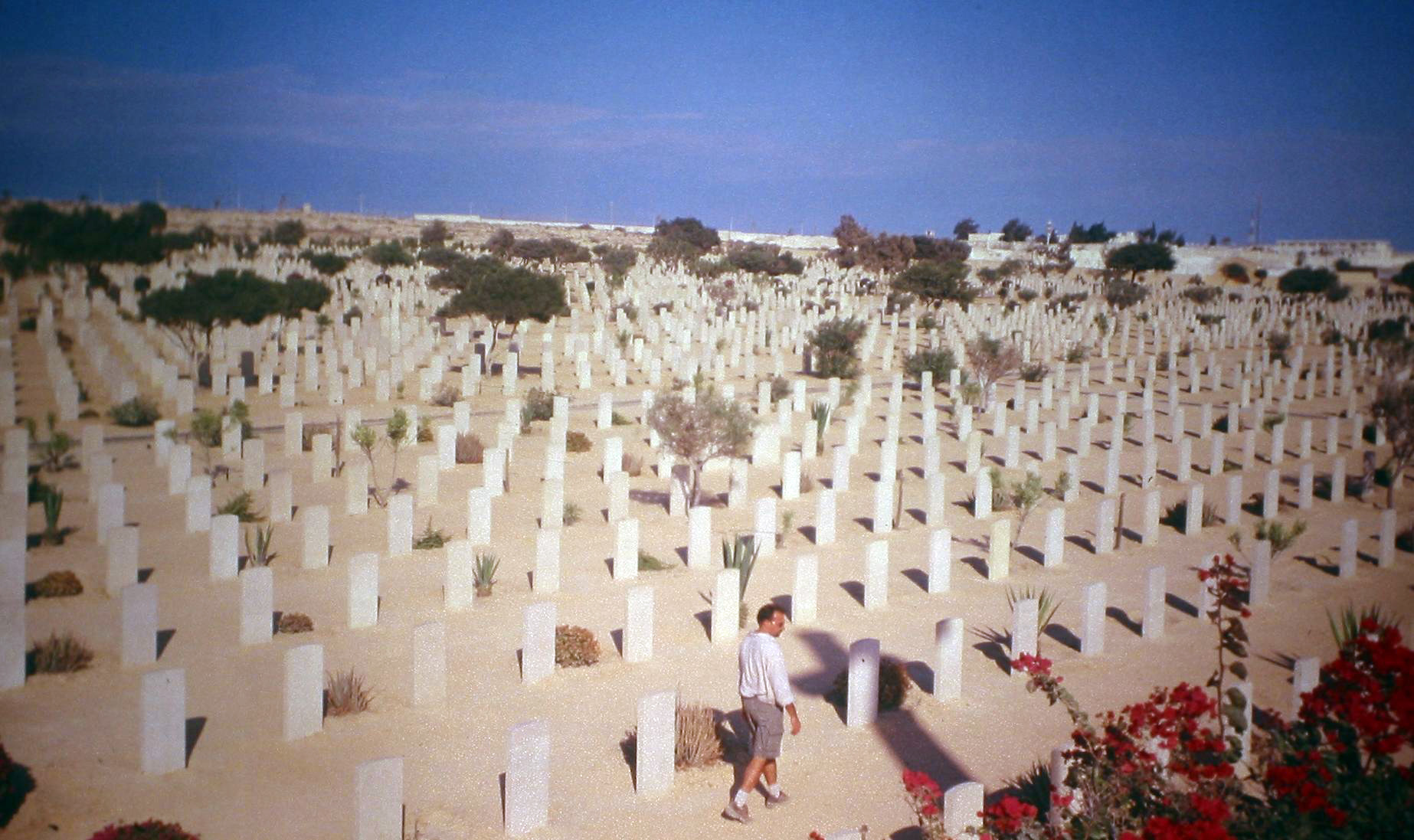
مقابر العلمين

مقابر العلمين هي المقابر التي دفن فيها جنود الحلفاء والمحور منذ الحرب العالمية الثانية في العلمين الجديدة بالساحل الشمالي في مصر. يحيي النصب التذكاري ذكرى 11866 من أفراد قوات الكومنولث الذين لقوا حتفهم خلال الحرب العالمية الثانية. تم تصميم النصب التذكاري من قبل هوبير ورثينجتون وكشف النقاب عنها من قبل فيكونت مونتغمري في 24 أكتوبر 1954.
يحيي النصب التذكاري ذكرى مجموعة من مجالات الخدمة والجغرافيا المختلفة. للقوات البرية النصب التذكاري إلى حد كبير ذكرى أولئك الذين لقوا حتفهم خلال حملة الصحراء الغربية وكذلك في سوريا ولبنان والعراق وإيران واليونان، كريت وبحر إيجة، إثيوبيا، إريتريا، أرض الصومال، ال السودان، شرق أفريقيا، عدن ومدغشقر وليس لديهم قبر معروف. بالنسبة للطيارين، وفي خدمة مخطط التدريب الجوي الروديسي وجنوب إفريقيا وليس لديهم قبر معروف. تم تجميع النصب التذكاري مع مقبرة حرب العلمين، والتي تحتوي إلى حد كبير على قبور رجال ماتوا في جميع مراحل حملة الصحراء الغربية. هي مقسمة إلى أجزاء وقطاعات خاصة بكل دولة على حدة، ولا تزال تزورها سنوياً بعض أسر جنود الحلفاء الباقين على قيد الحياة.
عند تصميم النصب التذكاري، اتبع ورثينجتون مبادئ مماثلة للنصب التذكارية للحرب العالمية الأولى، لكنه أجرى تعديلات بسبب المناخ والبيئة في إفريقيا. وشمل ذلك بناء جدران طويلة لمنع الرمال المنجرفة، وتوفير الملاجئ من الشمس، والغرس العصارة، بما في ذلك الصبار بدلا من النباتات أكثر شيوعا في أوروبا.
حيث يمكن للزوار أن يقوموا بزيارة المقبرة العسكرية الإيطالية والألمانية في منطقة تل عيسى خارج مدينة العلمين. تحتوي المقبرة الألمانية على بقايا 4200 جندي ألماني وقد بنيت على طراز قلاع العصور الوسطى. بينما تبدو المقبرة الإيطالية وكأنها متحف للمقابر، وكلما أمكن كل شاهد قبر يحمل اسم الجندي، ولكن الكثير يوجد عليه لفظة مجهول بالإيطالية "IGNOTO" - أو جندي مجهول.

## مواضيع متعلقة
- العلمين
- معلم تذكاري